# エアハルト・ラウス
エアハルト・ラウス（Erhard Raus, 1889年1月8日 – 1956年4月3日）は、オーストリア及びナチス・ドイツの陸軍軍人。最終階級は陸軍上級大将。

## 経歴
オーストリア＝ハンガリー帝国の南モラヴィア地方、ヴォルフラミッツに生まれる。18歳でブリュンの士官学校を卒業し、クレマウンの第20猟兵大隊に配属される。第一次世界大戦が勃発するとポーランド南部に転属となり、自転車中隊の中隊長となる。1918年8月に結婚。戦後もオーストリア連邦軍に残り、陸軍省、ついでウィーンの自転車大隊に転属となる。のちに歩兵学校の戦術教官となった。1934年に歩兵学校校長となり、1936年には参謀本部付大佐に昇進。ドイツによるオーストリア併合当時は駐在武官としてローマに派遣されることになっていた。併合によりウィーンの第5集団司令部に転属となる。
1939年に第二次世界大戦が勃発すると、ラウスはウィーンの第XVII軍管区参謀長に任命された。1940年7月に第4狙撃兵連隊長に任命され、ついで1941年4月に第6狙撃兵旅団長。1941年10月に少将に昇進し、11月に第7装甲師団長に補されたが、着任前に第6装甲師団長に仮任命され、モスクワの戦いに参戦した。続くヴォロコラムスクまでの後退や反転攻勢を指揮。1942年4月に正式に師団長に就任した。1943年1月に中将に昇進し、2月に第V装甲軍団司令官に就任、ハリコフを攻略した。4月に第4装甲軍司令官に任命され、1944年5月に第1装甲軍司令官に転じた。同年8月に上級大将に昇進して第3装甲軍を率いたが、1945年3月にオーダー川沿いの橋頭堡を失ったことを責められアドルフ・ヒトラーにより更迭された。
終戦時にアメリカ軍の捕虜となり、1947年6月に釈放された。戦後はアメリカ軍のために、とりわけソ連軍の作戦に関する覚え書きを数多く記した。妻と共にバート・ガスタインに隠棲し、肺の病気のためウィーンの病院で死去した。

## 書籍
- Karl Heinz Sperker Generaloberst Erhard Raus Ein Truppenführer im Osten, ISBN 3-7648-1492-6